# Campionati jugoslavi di sci alpino 1965
Ai Campionati jugoslavi di sci alpino 1965 furono assegnati i titoli di discesa libera, slalom gigante, slalom speciale e combinata, sia maschili sia femminili.

## Risultati
| Specialità      | Uomini       | Donne         |
| --------------- | ------------ | ------------- |
| Discesa libera  | Peter Lakota | Krista Fanedl |
| Slalom gigante  | Mirko Klinar | Majda Ankele  |
| Slalom speciale | Peter Lakota | Krista Fanedl |
| Combinata       | Peter Lakota | Krista Fanedl |